# امیرعلی دانایی
امیرعلی دانایی (زاده ۲۴ دی ۱۳۵۹ - تهران) بازیگر اهل ایران است.

## فیلم‌شناسی

### سینما
| سال  | نام فیلم           | نقش    | کارگردان               |
| ---- | ------------------ | ------ | ---------------------- |
| ١٣٩٧ | بی وزنی            | پادرا  | مهدی فرد قادری         |
| ١٣٩۵ | انزوا              | پرویز  | مرتضی علی عباس میرزایی |
| ١٣٩۵ | آپاندیس            | محسن   | حسین نمازی             |
| ١٣٩٣ | این سیب هم برای تو | شاهین  | سیروس الوند            |
| ١٣٩٢ | لاله               |        | اسدالله نیک نژاد       |
| ١٣٩٢ | اشباح              | مازیار | داریوش مهرجویی         |
| ١٣٨٩ | ۳ درجه تب          | سهیل   | حمیدرضا صلاحمند        |

### تلویزیون
| سال  | نام سریال  | نقش          | کارگردان             |
| ---- | ---------- | ------------ | -------------------- |
| ١٣٩١ | کلاه پهلوی | فرخ باستانی  | سید ضیاءالدین دری    |
| ١۴٠٣ | ذهن زیبا   | حسین بهاروند | سید محمدرضا خردمندان |

### نمایش خانگی
| سال  | نام سریال | نقش | کارگردان   |
| ---- | --------- | --- | ---------- |
| ١٣٩٨ | خواب زده  | رها | سیروس مقدم |

### تئاتر
| سال  | نام نمایش                | کارگردان          |
| ---- | ------------------------ | ----------------- |
| ۱۴۰۰ | ترانه های شرقی           | سیدجلال الدین دری |
| ١٣٩٧ | شیروانی داغ              | ایوب آقاخانی      |
| ١٣٩٢ | نام همه مصلوبان عیسی است | ایوب آقاخانی      |
| ١٣٩١ | رویاهای رام نشده         | ایوب آقاخانی      |